# Honda Accord 9. Generation
Der Honda Accord ist ein Mittelklasse-Pkw des japanischen Automobilherstellers Honda. Im Gegensatz zu den Vorgängermodellen wurde die neunte Generation nicht mehr in Europa angeboten. Auch die Kombiversion entfiel mit dem Modellwechsel. Es ist das erste Honda-Fahrzeug unter dem neuen CEO Takanobu Ito.

## Geschichte
Honda präsentierte zunächst auf der North American International Auto Show in Detroit im Januar 2012 das Accord Coupé Concept. Im August 2012 folgte die Weltpremiere der Limousine. Die Produktion von Limousine und Coupé lief im September 2012 an. Im Juli 2015 wurde eine überarbeitete Version vorgestellt.
Die kürzeren Acura TLX und Honda Spirior basieren auf der neunten Accord-Generation. Das Nachfolgemodell wurde im Juli 2017 vorgestellt. In Asien wurde die neunte Generation aber noch bis 2019 produziert.

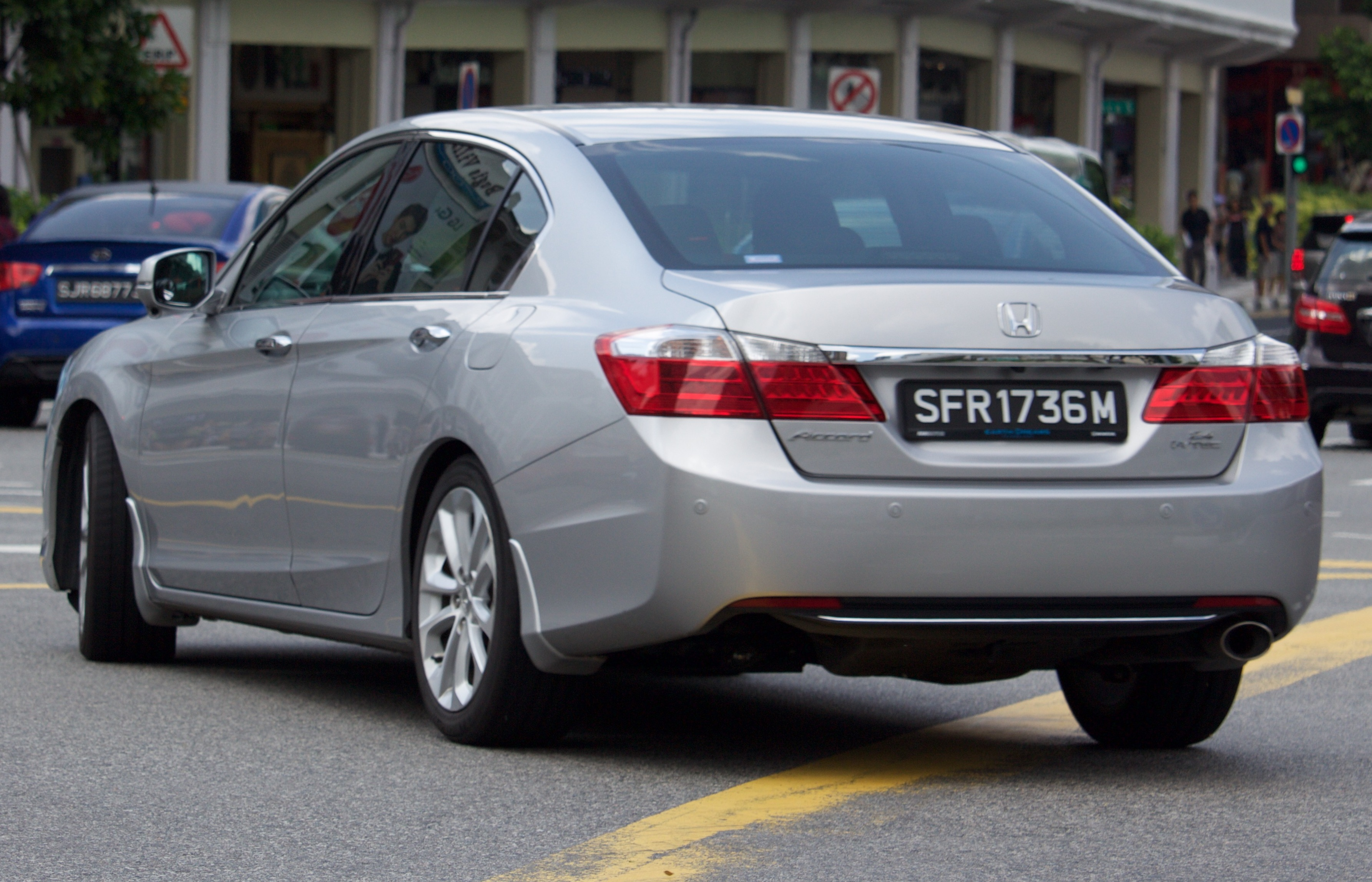
Heckansicht
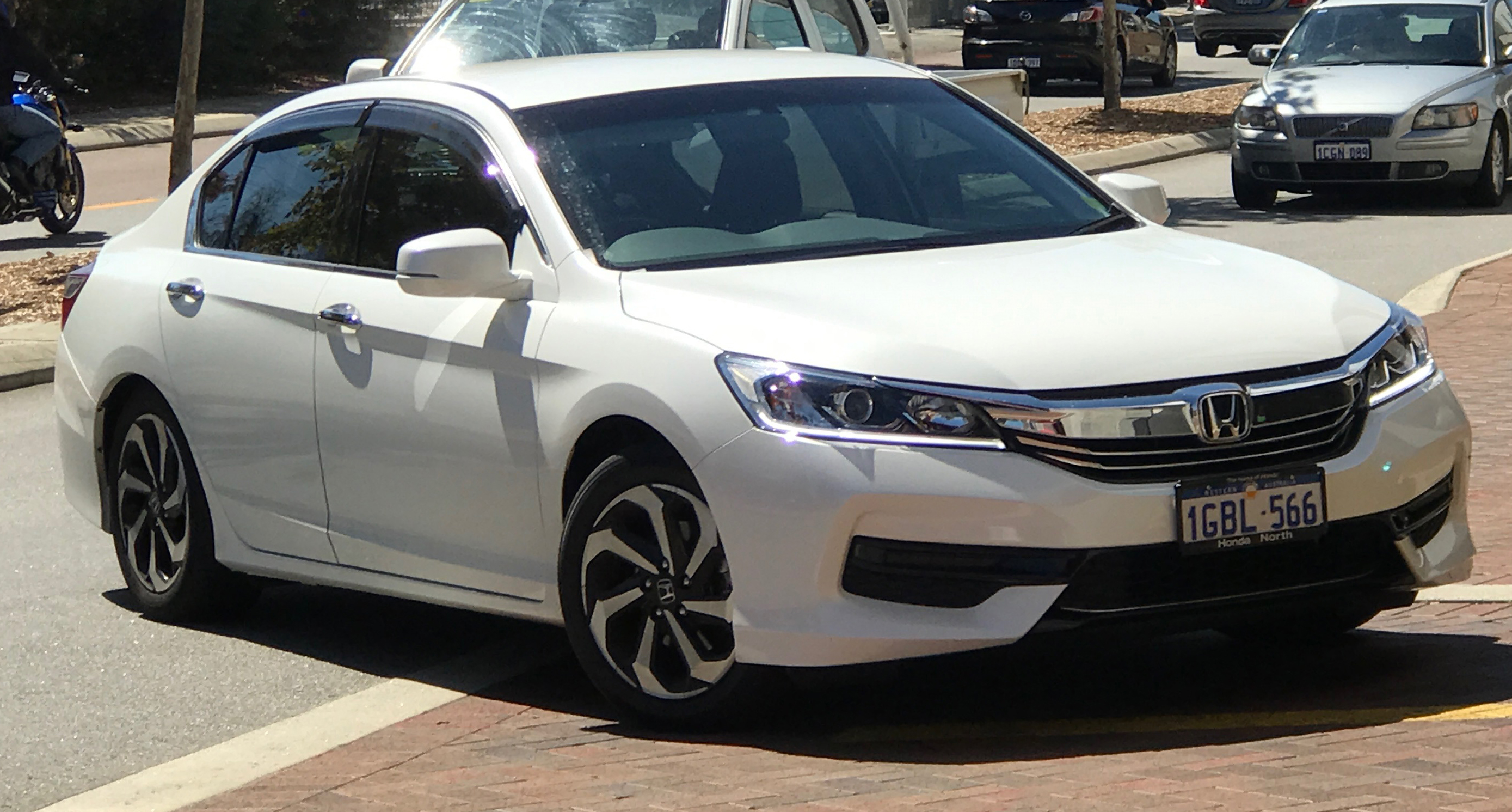
Honda Accord Limousine (2015–2019)
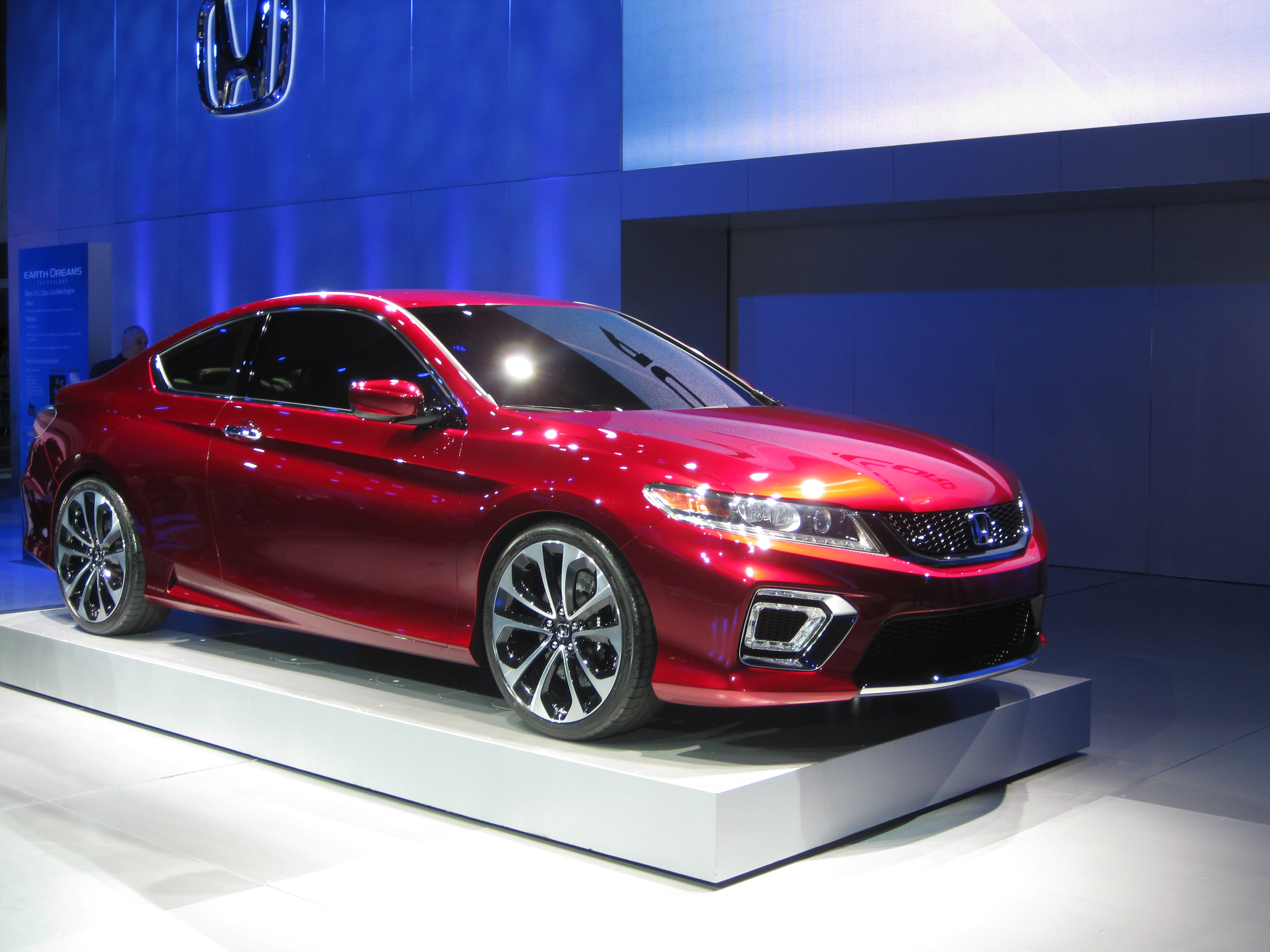
Honda Accord Coupé Concept auf der NAIAS 2012
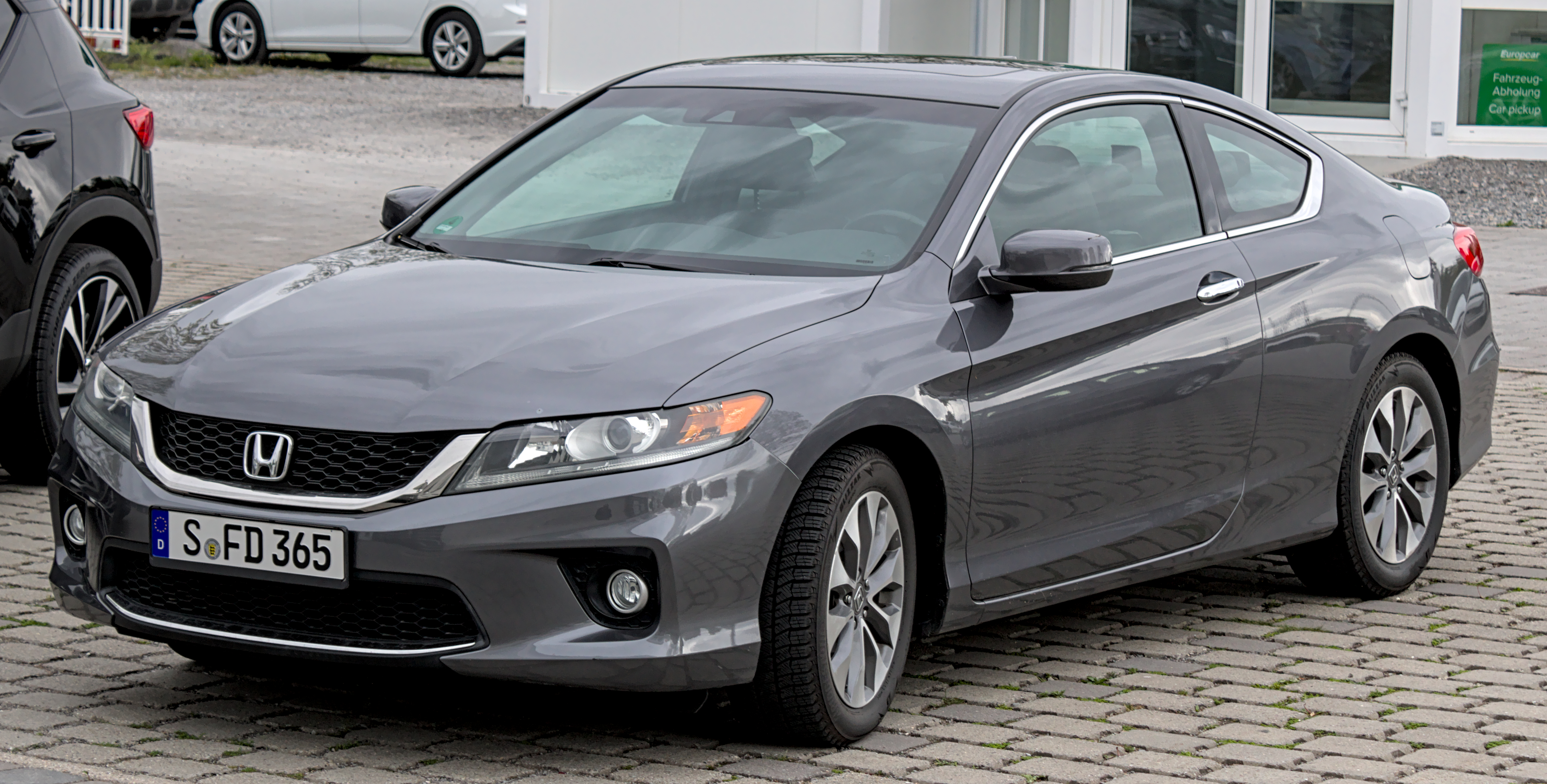
Honda Accord Coupé (2012–2015)
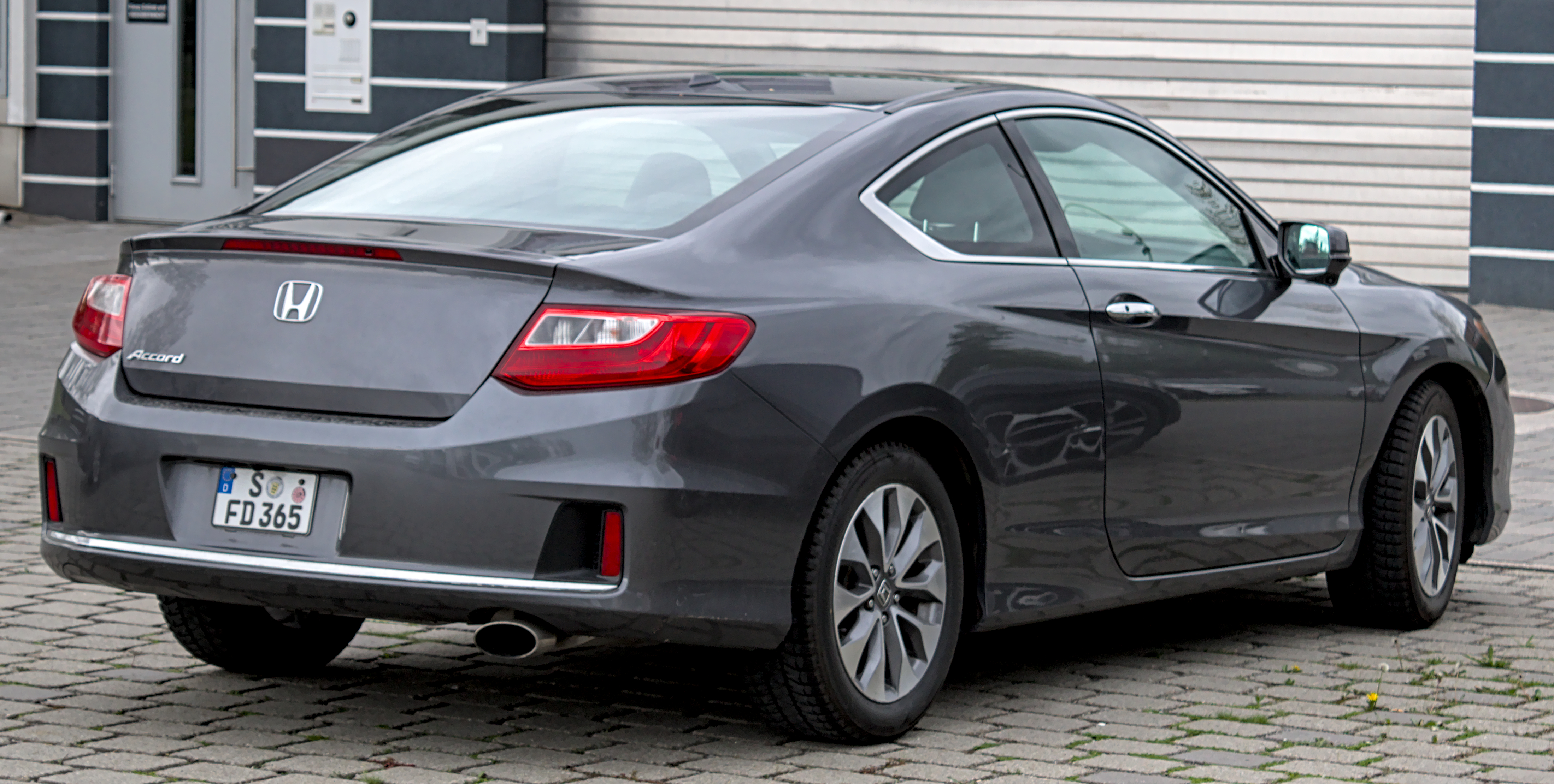
Heckansicht
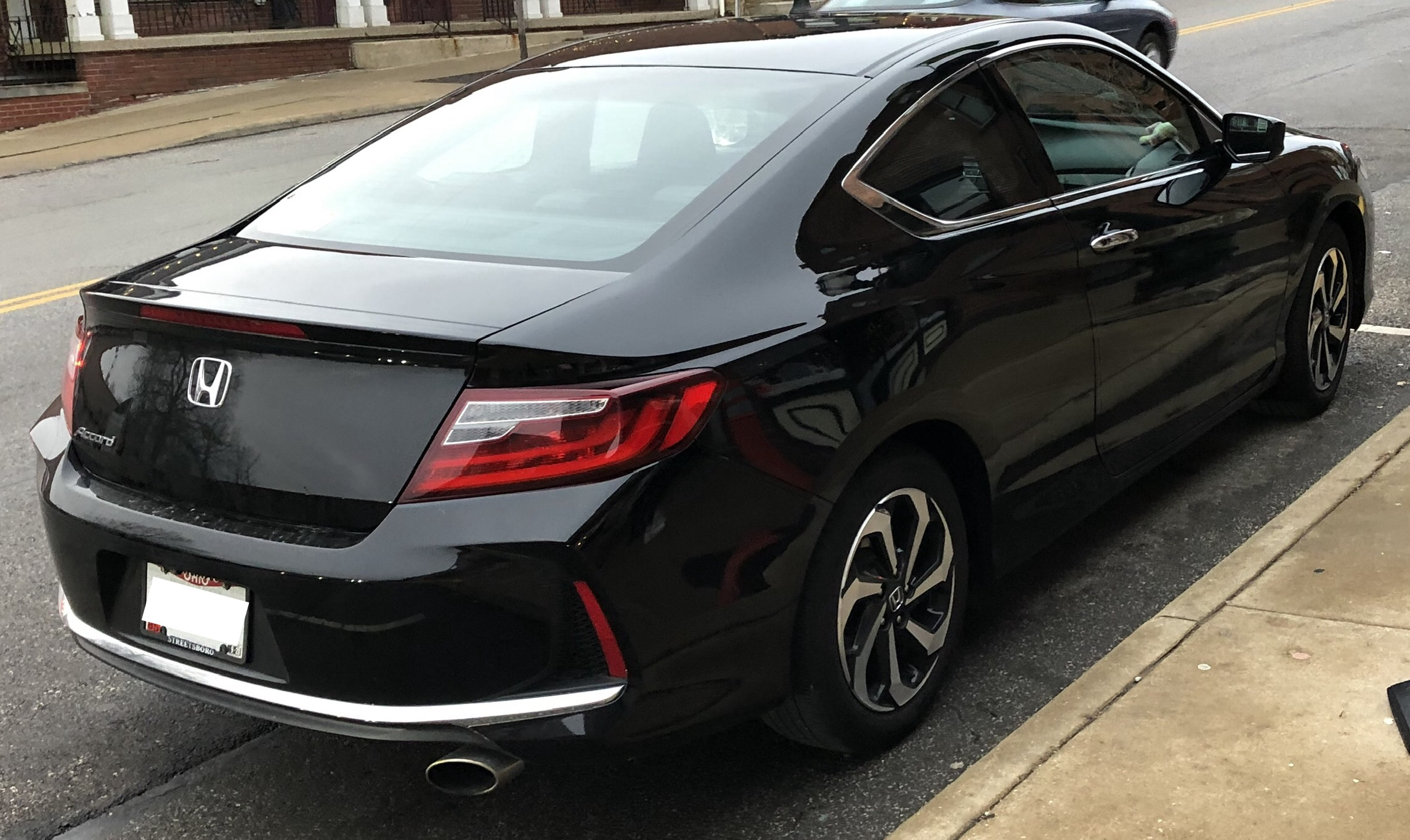
Honda Accord Coupé (2015–2017)

## Technische Daten
|                                  | 2.0                          | 2.4 i-VTEC                   | 3.0 V6                       | 3.5 V6                       | 2.0 Sport Hybrid             |
| Motor                            |                              |                              |                              |                              |                              |
| Bauzeitraum                      | 09/2012–03/2019              | 09/2013–10/2017              | 09/2012–10/2017              | 06/2016–10/2017              |                              |
| Motortyp                         | Ottomotor                    | Ottomotor                    | Ottomotor                    | Ottomotor                    | Ottomotor + Elektromotor     |
| Motorbauart                      | R4                           | R4                           | V6                           | V6                           | R4                           |
| Hubraum                          | 1997 cm³                     | 2356 cm³                     | 2997 cm³                     | 3471 cm³                     | 1993 cm³                     |
| Verdichtungsverhältnis           | 10,6 : 1                     | 11,1 : 1                     | 10,5 : 1                     | 10,5 : 1                     | 13,0 : 1                     |
| Leistung, Verbrennungsmotor      | 114 kW (155 PS) bei 6500/min | 138 kW (188 PS) bei 6400/min | 183 kW (249 PS) bei 6000/min | 207 kW (281 PS) bei 6200/min | 107 kW (146 PS) bei 6200/min |
| Leistung, Elektromotor           | —                            | —                            | —                            | —                            | 135 kW (184 PS)              |
| Systemleistung                   | —                            | —                            | —                            | —                            | 158 kW (215 PS)              |
| Drehmoment, Verbrennungsmotor    | 190 Nm bei 4300/min          | 245 Nm bei 3900/min          | 297 Nm bei 5500/min          | 342 Nm bei 4900/min          | 175 Nm bei 4000/min          |
| Drehmoment, Elektromotor         | —                            | —                            | —                            | —                            | 315 Nm                       |
| Kraftübertragung                 |                              |                              |                              |                              |                              |
| Antrieb, serienmäßig             | Vorderradantrieb             | Vorderradantrieb             | Vorderradantrieb             | Vorderradantrieb             | Vorderradantrieb             |
| Getriebe, serienmäßig            | Stufenloses Getriebe         | Stufenloses Getriebe         | 6-Gang-Automatikgetriebe     | 6-Gang-Automatikgetriebe     | Stufenloses Getriebe         |
| Messwerte                        |                              |                              |                              |                              |                              |
| Höchstgeschwindigkeit            | 200 km/h                     | 210 km/h                     | 230 km/h                     | 230 km/h                     |                              |
| Beschleunigung 0–100             | 11,7 s                       | 9,4–9,5 s                    | 8,1 s                        | 7,2 s                        |                              |
| Kraftstoffverbrauch (kombiniert) | 7,4 l Super                  | 7,7–7,9 l Super              | 9,2 l Super                  | 9,0 l Super                  | 4,2–4,4 l Super              |
| Tankinhalt                       | 65 l                         | 65 l                         | 65 l                         | 65 l                         | 60 l                         |

## Accord Plug-in-Hybrid
Auf der Los Angeles Auto Show 2012 wurde eine Plug-in-Hybrid-Version für 2013 vorgestellt. Die Produktion startete am 21. Dezember 2012. Diese Variante war zunächst ab Januar 2013 nur in Kalifornien und New York verfügbar. Im Juni 2015 kündigte Honda an, die Plug-in-Hybrid-Version zum Jahreswechsel vom Markt zu nehmen, um die konventionelle Motorenentwicklung voranzutreiben. Das Unternehmen plant nach der Einführung eines neuen Brennstoffzellenfahrzeug im Jahr 2016 neue Plug-in-Hybrid- und Elektrofahrzeuge auf den Markt zu bringen.

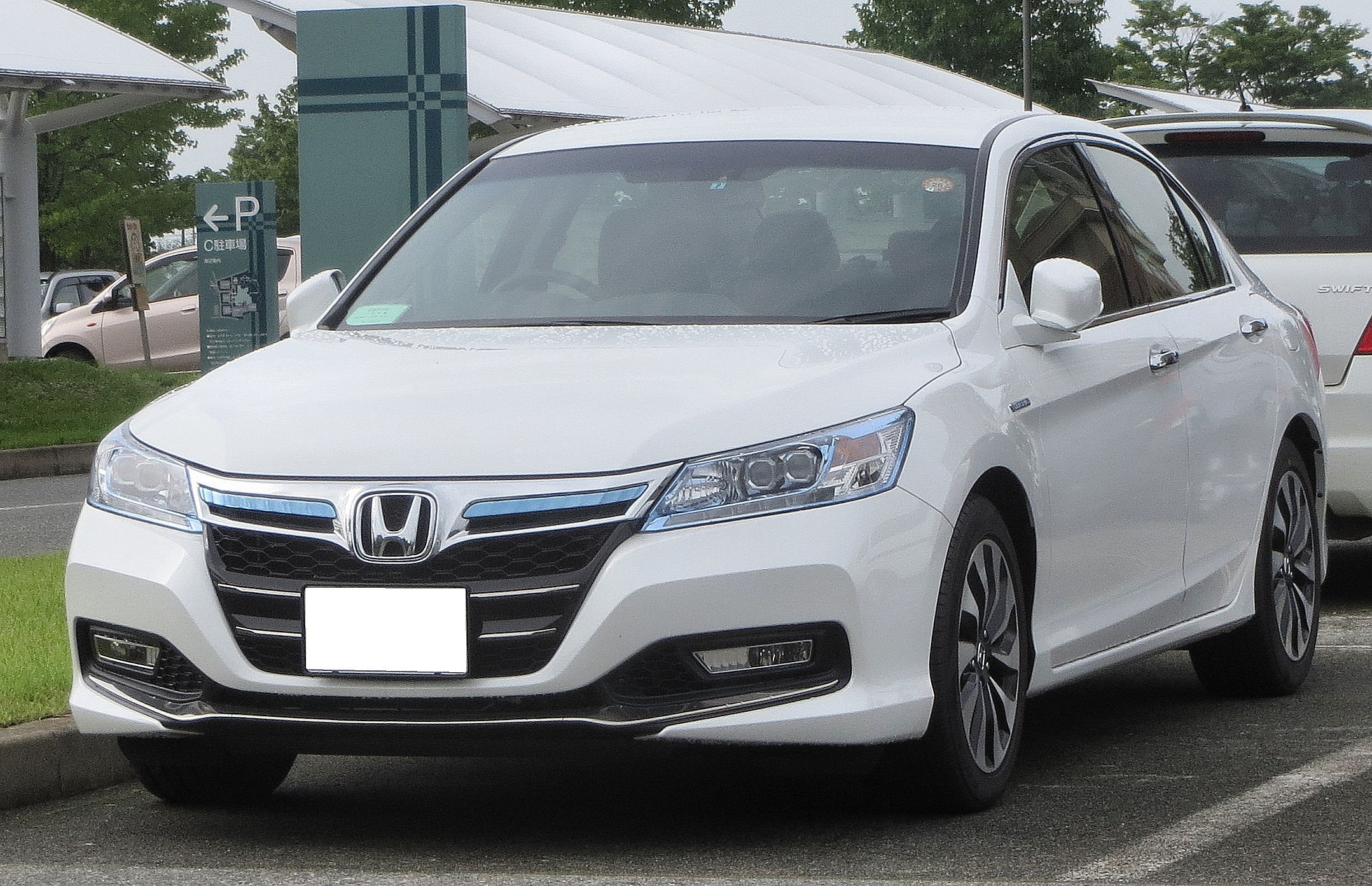
Accord Plug-in-Hybrid (2013–2015)
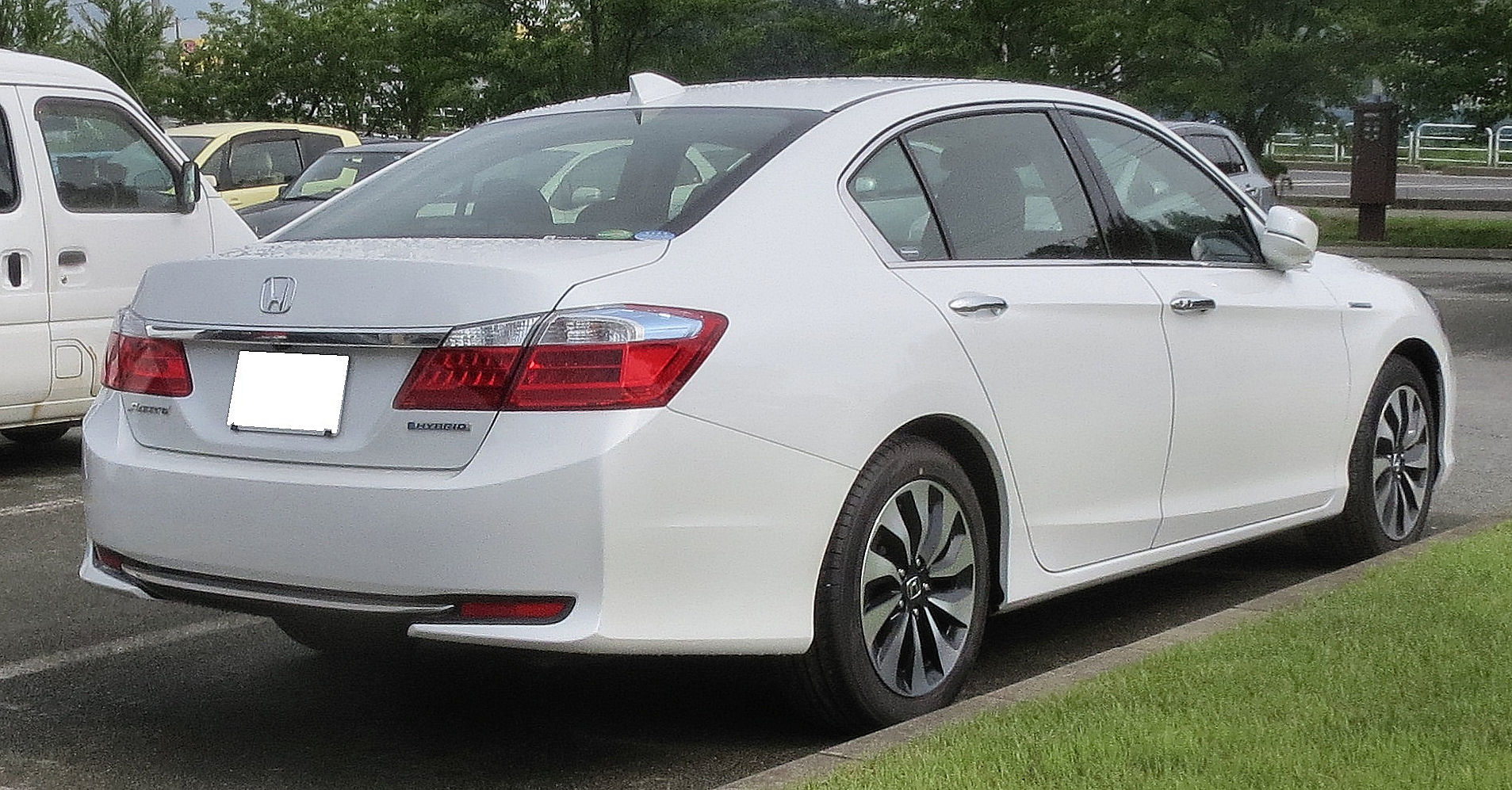
Heckansicht